# Keurig
Keurig /ˈkjʊəɪɡ/ è un'azienda che vende un sistema di bevande ad uso casalingo e commerciale prodotto dalla statunitense  Keurig Green Mountain con sede a Waterbury.

## Marchi di proprietà di Keurig
Nel 2015 Keuring possiede i seguenti marchi:
- Green Mountain Coffee
- Green Mountain Naturals
- Barista Prima Coffeehouse
- Café Escapes
- Coffee People
- Diedrich Coffee
- Donut House Collection
- The Original Donut Shop
- Revv
- Timothy's World Coffee
- Tully's Coffee
- Van Houtte
- Vitamin Burst

## Premi
Keurig ha vinto il premio "Single Serve Coffee Maker Brand of the Year" per quattro anni consecutivi dal 2012 al 2015 dallo Studio EquiTrend Harris Poll .
Altri premi vinti:
- 2013 "Best All Around" in Best Single-Serve Coffeemakers – Keurig Vue (Good Housekeeping Research Institute)[3]
- 2013 Edison Awards Gold Award for Consumer Packaged Goods, Beverage Preparation – Keurig Vue[4]
- 2014 Top 10 Breakaway Brands (Landor Associates)[5]
- 2014 Food and Beverage Innovators Award – Bolt Packs (National Restaurant Association)[6]
- 2014 U.S. 500 Most Valuable Brands (Brand Finance)[7][8]
- Most Recommended Single Serve Pod Coffee Maker 2014 (Women's Choice Award)[9]
- 50 Best U.S. Manufacturers 2014 (IndustryWeek)[10]